# Новониколаевка (Севастополь)
Новониколаевка (ранее Николаевка; укр. Новомиколаївка, крымскотат. Novonikolayevka, Новониколаевка) — исчезнувшее село в Балаклавском районе Севастополя, располагавшееся в центре района, примерно в 0,8 км к юго-востоку от современного села Озёрное, на левом берегу реки Чёрная (затоплено Чернореченским водохранилищем).

## История
Впервые в исторических документах селение, как имение адмирала Н. С. Мордвинова Николаевка, на территории Байдарской волости Ялтинского уезда, встречается в «Путеводителе путешественника по Крыму, украшенный картами, планами, видами и виньетами…» 1833 года Шарля Монтандона. Экономия также обозначена на карте 1936 года, как и на карте 1842 года. На трёхверстовой карте 1865 года обозначено поселение Николаевка, а, после корректуры 1876 года — экономия Марфинова. По Статистическому справочнику Таврической губернии. Ч.II-я. Статистический очерк, выпуск восьмой Ялтинский уезд, 1915 год, на хуторе Николаевка Байдарской волости Ялтинского уезда, числилось 9 дворов с русским населением без приписных жителей, но с 52 — «посторонними».
После установления в Крыму Советской власти, по постановлению Крымревкома от 8 января 1921 года, была упразднена волостная система и селение вошло в состав Севастопольского уезда. По одним сведениям, Байдарский район существовал уже с декабря 1921 года, в который включили Ново-Николаевку. По другим источникам — район был образован постановлением Крымского ЦИК и СНК 4 апреля 1922 года (во втором случае, дата почти совпадает с перенесением райцентра в Байдары — на сайте Севастопольского горсовета это 6 мая того же года). В 1922 году уезды получили название округов. 11 октября 1923 года, согласно постановлению ВЦИК, в административное деление Крымской АССР были внесены изменения, в результате которых был создан Севастопольский район и село включили в его состав. 10 сентября 1925 года, решением собрания граждан сельсовета, был разукрупнён Байдарский сельсовет и создан Скельский; население Ново-Николаевки составило 79 человек. Согласно Списку населённых пунктов Крымской АССР по Всесоюзной переписи 17 декабря 1926 года, на хуторе Ново-Николаевка Скельского сельсовета Севастопольского района числилось 14 дворов, из них 10 крестьянские, население составляло 76 человек (44 мужчины и 32 женщины). В национальном отношении учтено: 75 русских и 1 грек. 30 октября 1930 года, постановлением Крымского ЦИК, было проведено новое районирование и создан Балаклавский татарский национальный район, куда включили Ново-Николаевку.
Распоряжением Совета Министров СССР от 26 апреля 1949 года был утверждён план строительства Чернореченского водохранилища, согласно которому «поселение Николаевка» попадало в зону затопления и вскоре было расселено.